# Bogserbåten Örnen
Bogserbåten Örnen är en svensk ångdriven bogserbåt, som byggdes 1903 på Lundby mekaniska verkstad i Göteborg.
Örnen byggdes för Seffle Kanalbolag. Hon bogserade senare 1920–42 pråmar i Byälven och på Vänern för Säffle Sågverks AB. Vätö Rederi AB köpte henne 1942. Under andra världskriget var hon rekvirerad av marinen 1942–43 och användes därefter för bogsering av sandpråmar på Mälaren. 
Efter flera ägarbyten, varvid bland annat namnet ändrades till Örnen ettan, köptes hon av Swecox International i Västerås 1984 och renoverades till nyskick. Hon återfick namnet Örnen 2007. Hon överläts 2011 till Skandinavien Intermarket AB i Västerås. Hon är k-märkt.

## Bildgalleri

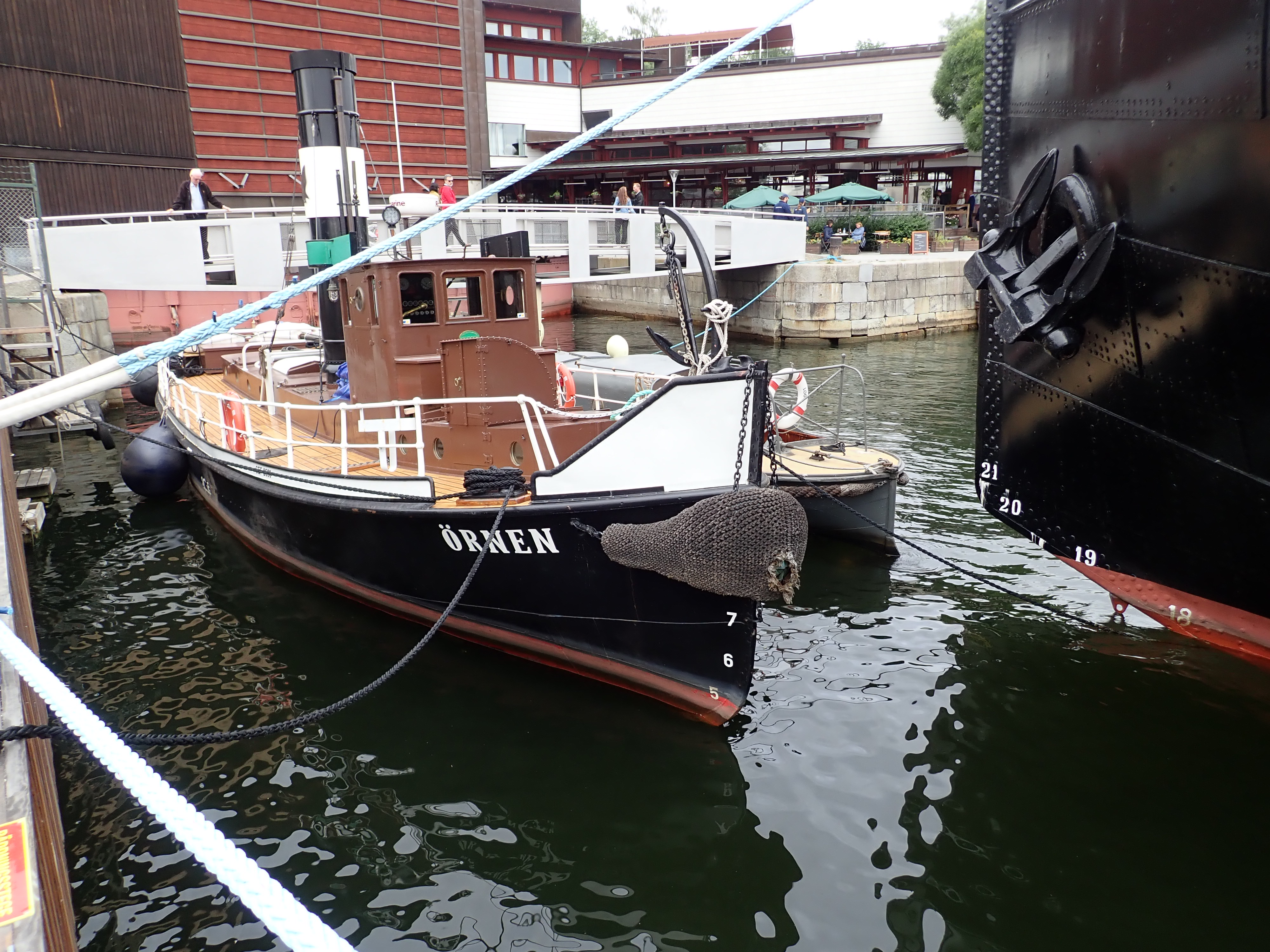
Bogserbåten Örnen i Wasahamnen, förtöjd bakom S/S Sankt Erik
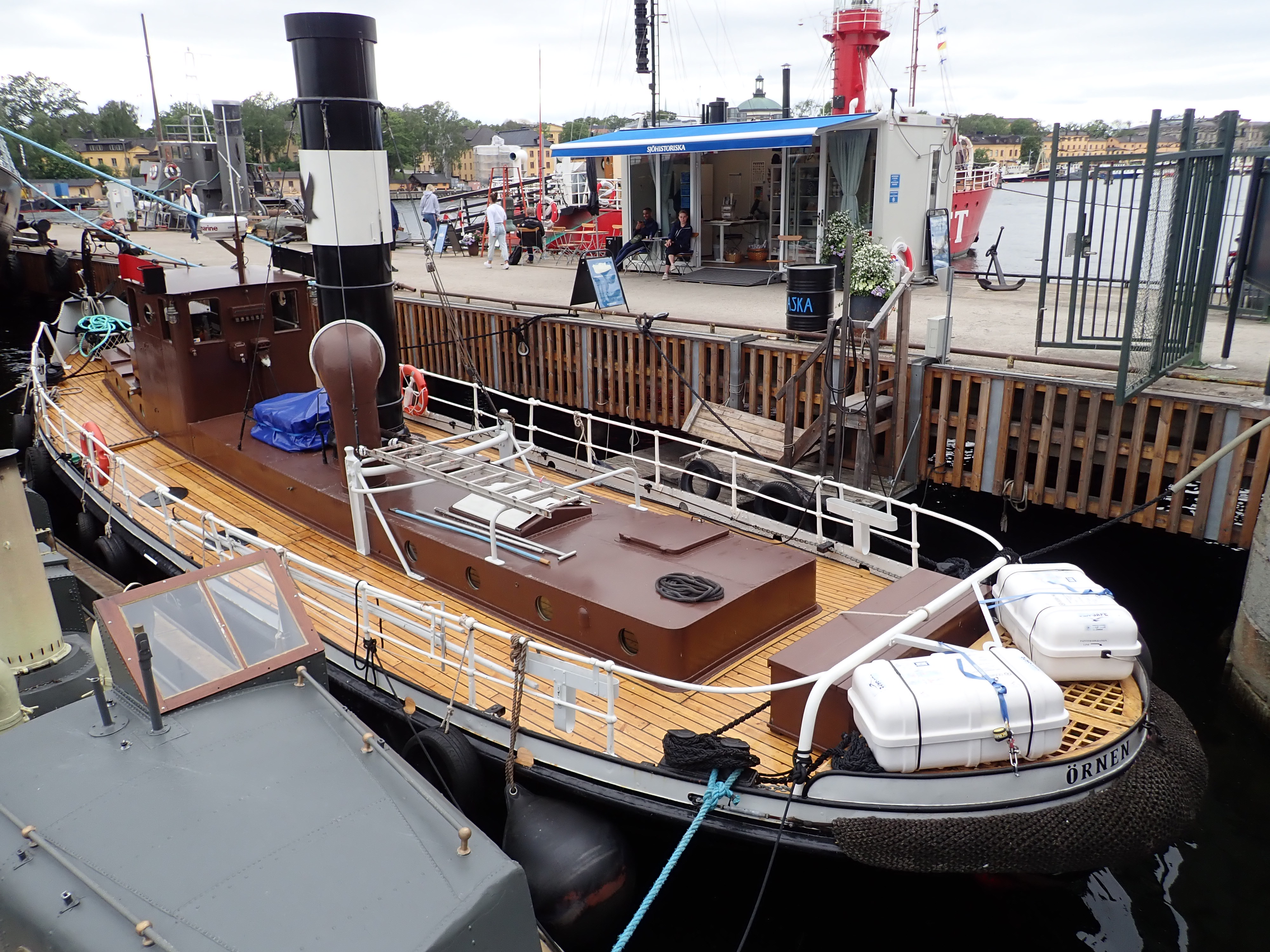
Örnen sedd snett ovanifrån